# Vallon-en-Sully
Vallon-en-Sully település Franciaországban, Allier megyében. Lakosainak száma 1468 fő (2022. január 1.). Vallon-en-Sully Le Brethon, Chazemais, Hérisson, Nassigny, Saint-Désiré, Épineuil-le-Fleuriel, Saint-Vitte, Haut-Bocage és Meaulne-Vitray községekkel határos.

## Népesség
A település népessége az elmúlt években az alábbi módon változott:
| Lakosok száma | 1734 | 1775 | 1809 | 1728 | 1663 | 1606 | 1564 | 1538 | 1514 | 1468 |
|               | 1968 | 1982 | 1990 | 2006 | 2013 | 2015 | 2017 | 2019 | 2020 | 2022 |